# Улица Советской Армии (Москва)
Улица Советской Армии (бывший 2-й Лазаревский переулок) — улица в Центральном и Северо-Восточном административном округе города Москвы. Проходит от Суворовской площади до Сущёвского Вала. Нумерация домов ведётся от Суворовской площади.

## Описание
Улица Советской Армии идёт с юга на север, начинается в северной части Суворовской площади, восточнее Театра Российской армии. Приблизительно посредине пересекается с Трифоновской улицей и заканчивается на развязке с Сущёвским Валом, построенной в 2005 году. Далее на север улицу Советской Армии продолжает Шереметьевская улица.
По улице осуществляется одностороннее движение из центра, движение в противоположном направлении разрешено только общественному транспорту. Автомобильное движение в сторону центра идёт по параллельной Октябрьской улице.

## История
История улицы начинается с указа императрицы Елизаветы Петровны от 2 июля 1748 года, которым она повелела ликвидировать несколько приходских кладбищ, которые были переполнены, и устроить за Мещанской слободой первое в истории Москвы городское кладбище. При нём был построен деревянный Лазаревский храм, впоследствии перестроенный в каменный. Постепенно около храма возникло два переулка, названные 1-й и 2-й Лазаревский. 1-й Лазаревский переулок вёл к храму с запада, а 2-й приводил к кладбищу и церкви с юга, из центра города.
В XX веке в районе были проведены масштабные работы, превратившие 2-й Лазаревский переулок в большую улицу, составную часть магистрали, ведущей из центра города в направлении Останкино, которую кроме 2-го Лазаревского переулка составили Цветной бульвар, Самотёчная и Шереметьевская улицы. В 1936 году было уничтожено Лазаревское кладбище, в 1965 году было построено здание Музея Вооружённых Сил, а проезжая часть 2-го Лазаревского переулка существенно расширена. В 1976 году 2-й Лазаревский переулок был переименован в улицу Советской Армии, а перпендикулярный 1-й Лазаревский переулок стал просто Лазаревским переулком.

## Примечательные здания
- № 2 — Центральный музей Вооружённых Сил (ранее Музей Советской Армии). Построен в 1960—1965 годах по проекту архитектора Б. Г. Бархина, экспозиция представлена как в здании, так и на открытой площадке, примыкающей к Екатерининскому парку. Перед зданием установлены памятники воинам-десантникам и морякам подводной лодки Курск.
- № 3 — жилой дом. Здесь жил актёр Владимир Сошальский[1].
- № 5 — ЦНИИАГ.
- № 7 — жилой дом. Здесь в 1981—2001 годах жила актриса Ираида Солдатова[2].
- № 4 — Здание Студии военных художников имени Грекова. Оригинальное строение в стиле модерн, построено в 60-х годах XX века. Среди мастеров студии наиболее известно имя скульптора Е. В. Вучетича.
- № 9 — Средняя школа № 1414 (ранее 607). В первой половине XX века имела репутацию «школы неисправимых»[3], куда переводили неблагополучных детей со всей Москвы. В числе других «хулиганов» в школе учился известный поэт Е. А. Евтушенко, который посвятил школе стихотворение «Марьина Роща»:

 Норовы наши седлая,

 Нас приняла, как родимых,

 Школа шестьсот седьмая —

 Школа неисправимых.
Также эту школу окончил министр иностранных дел РФ Сергей Лавров. В 2008 году старое здание разрушено, в 2009 году на его месте завершено строительство нового здания школы.
- № 12 — Храм Сошествия Святого Духа на Лазаревском кладбище. В 1758 году здесь была выстроена деревянная церковь св. Лазаря. В 1782—1786 годах на её месте был построен каменный храм по архитектурному типу «корабля» в стиле раннего классицизма с двумя колокольнями и ротондой, получивший имя храм Сошествия Святого Духа. Первоначальный проект принадлежал В. И. Баженову, окончательный был создан Е. С. Назаровым. В 1930-х годах храм был закрыт, кладбище уничтожено, на части бывшего кладбища был устроен детский парк. В здании церкви было общежитие, затем мастерские. В 1991 году храм был возвращён Церкви, проведена реконструкция. На ликвидированном кладбище при храме были похоронены художник В. М. Васнецов (перезахоронен на Введенском кладбище), мать писателя Ф. М. Достоевского, множество видных представителей духовенства и московской интеллигенции.

- Студия военных художников имени Грекова
- Мемориал экипажу атомного подводного крейсера «Курск»
- Пересечение с Трифоновской улицей

## Общественный транспорт

### Метро
- Станция метро «Достоевская»
- Станция метро «Марьина Роща» Люблинско-Дмитровской линии
- Станция метро «Марьина Роща» Большой кольцевой линии

### Железнодорожный транспорт
- Железнодорожная платформа «Марьина Роща» Рижского направления МЖД, МЦД-2 и МЦД-4.

### Автобус
По улице проходят автобусы: 519, 524, М53, н6.